# Бєлєнькій Мар'ян Давидович
Бєлєнькій (Бєлєнький, Бєленький) Мар'ян Давидович (івр. בלנקי מריאן, рос. Беленький Марьян Давидович; 29 червня 1950 року, Київ — 4 вересня 2022, Єрусалим) — ізраїльський, український та російський перекладач, літератор, журналіст, гуморист. Член Національної спілки театральних діячів України (2018).

## Біографія
Мар'ян Бєлєнькій народився у Києві 29 червня 1950 року. Жив з батьками у Коломиї.1956 року переїхав із сім'єю до Києва. Закінчив Рівненський інститут водного господарства (спеціальність — гідромеліоратор). Спершу працював за спеціальністю, потім — у Києво-Печерській лаврі муляром-реставратором.
У 1977 році в Києві утворилося об'єднання «Рух», де збиралися літератори, вчені, митці андеграунду  та « самвидаву». Це сформувало  погляди майбутнього письменника і заохотило до активної діяльності..
1988 року М. Бєлєнький став співзасновником Українського культурологічного клубу. Через це, «за допомогою» органів КДБ, його було звільнено з проєктного інституту за «профнепридатність».
Після цього працював розклейником афіш.
1991 року виїхав до Ізраїлю, жив в Єрусалимі.
Лауреат міжнародного літературного конкурсу у Болгарії.
Лауреат міжнародної літературної премії ім. Джека Лондона.
Помер 4 вересня 2022 року.

## Творчість
Почав писати гумористичні тексти з 25 років.
Тексти Мар'яна неодноразово звучали у програмах українського радіо «А ми до вас в ранковий час», «Від суботи до суботи», публикувалися в українській пресі.
Писав сценарії для сатиричного кіножурналу «Фітіль». 1989 року став відомий як автор монологів «Тітки Соні» для Клара Новікової. Також писав для акторів естради — Генадій Хазанов, Любов Поліщук, Ян Арлозоров.
За оповіданням Мар'яна «Лист до бога» знято фільм, що здобув численні призи на міжнародних фестивалях:
https://www.washingtonpost.com/entertainment/a-poignant-tour-of-the-azerbaijani-capitals-old-city--in-17-minutes/2015/08/27/a50a7400-4816-11e5-9f53-d1e3ddfd0cda_story.html [Архівовано 12 вересня 2018 у Wayback Machine.]
https://1news.az/news/20131126053454487-Mariya-Ibragimova-o-Pisme-Bogu-avtorskom-kino-i-premii-Oskar-FOTO [Архівовано 23 квітня 2021 у Wayback Machine.]
http://augohr.de/catalogue/letter-to-god [Архівовано 23 квітня 2021 у Wayback Machine.]
У 2014 році у окупованій Ялті було відкрито пам'ятника «Тітці Соні» у виконанні Клари Новікової:
https://www.3652.ru/news/586675/klara-novikova-otkryla-v-alte-pamatnik-svoej-slapke-foto [Архівовано 5 травня 2021 у Wayback Machine.]
Мар'ян Бєленький став одним із небагатьох авторів, яки дожили до пам'ятника своєму персонажу.
Виступав з авторською програмою стенд-ап комедії.

## Публікації
Українська літературна газета: https://litgazeta.com.ua/prose/mar-ian-bielenkyj-izrail-miniatiury/ [Архівовано 18 березня 2021 у Wayback Machine.]
https://litgazeta.com.ua/prose/mar-ian-bielenkyj-bandera-i-ia/ [Архівовано 21 червня 2021 у Wayback Machine.]
Гордон : https://gordonua.com/publications/belenkiy-55960.html [Архівовано 13 травня 2021 у Wayback Machine.]
https://bulvar.com.ua/gazeta/archive/s50_67024/8911.html [Архівовано 13 травня 2021 у Wayback Machine.]
У Ізраїлі: http://www.isrageo.com/?s=Марьян+Беленький [Архівовано 13 травня 2021 у Wayback Machine.]
Монологи Бєленького у англійському перекладі наведені у монографії: https://www.amazon.com/Womens-Knowing-Belenky-Clinchy-Goldberger/dp/B004NSN7CS [Архівовано 19 листопада 2021 у Wayback Machine.]
Стаття про творчість (англійською):https://www.haaretz.com/israel-news/culture/1.5133431 [Архівовано 19 листопада 2021 у Wayback Machine.]
Російське опозіційне видання Kasparov.ru: https://www.kasparov.ru/material.php?id=618FA17EB5B24 [Архівовано 19 листопада 2021 у Wayback Machine.]

## Перекладацька діяльність
Бєлєнькій перекладав з івриту російською, українською. У його доробку — переклад 10 п'єс українською, зокрема: «Шлюбний договір» («Ктуба») та «Агов, Джульєто!» Ефраїма Кішона, «Крум» Ханоха Левіна та інші. За цими перекладами поставлено чимало вистав, зокрема: виставу за п'єсою Ханоха Левіна «Крум» у театрі ім. І. Франка,. Це усе — перші постановки п'єс у перекладі з івриту українською. «Ктуба» або «Шлюбний договір» у театрі Кропивницького. Цю ж п'єсу було поставлено у київському театрі «Актор», П'єсу «Агов, Джульєто» у Чернігівському молодіжному театрі.
П'єси у перекладах Бєленького також було поставлено у російському театрі Миколаєва, окупованому Сімферополі (театр Горького), Чернівцях, тощо.

## Нагороди
Лауреат премії Art Translations за 2021 рік: https://uk.wikipedia.org/w/index.php?title=Бєлєнькій_Мар'ян_Давидович&veaction=edit&section=0
Лауреат міжнародного конкурсу короткого оповіданя у Болгарії 2020 : http://www.bta.bg/bg/c/BO/id/2134883 [Архівовано 4 лютого 2021 у Wayback Machine.]
Лауреат міжнародної премії ім. Джека Лондона: https://akademialik.wordpress.com/2021/01/11/литературная-премия-имени-джека-лонд/ [Архівовано 28 січня 2021 у Wayback Machine.]

## Опубліковані переклади українською
- Кішон, Ефраїм. Шлюбний договір [Текст]: комедія у 2-х діях / Е. Кішон ; пер. з івриту М. Бєлєнький // Всесвіт. — 2019. — № 1-2. — С. 168—203
- Нісім Алоні Нове вбрання для товарища короля. Пер. з івриту М. Бєленький. Всесвіт. — 2019 № 5-6-7-8 с.230-250
- Ханох Левін Скетчі. Пер. з івриту М. Бєленький Всесвіт. № 7-8-9-10 2020 с. 78-85

У жовтні 2021 вийшло спеціальне число часопису «Всесвіт», присвячене сучасній ізраїльскій драмі. Туди увійшло 5 п'єс у перекладі Бєленького
http://www.vsesvit-journal.com/covers/7-8-2021/ [Архівовано 22 жовтня 2021 у Wayback Machine.]